# West Champaran (distrikt)
West Champaran (bihari: पश्चिम चंपारण जिला) er et distrikt i den indiske delstat Bihar. Distriktets hovedstad er Bettiah. 

## Demografi
Ved folketællingen i 2011 var der 3,922,780 indbyggere i distriktet, mod 3,043,466 i 2001. Den urbane befolkningen udgjør 10,04 % af befolkningen.
Børn i alderen 0 til 6 år udgjorde 19,21 % i 2011 mod 21,30 % i 2001. Antallet af piger i den alder per tusinde drenge er 950 i 2011 mod 953 i 2001.